# 黄思湾街道
黄思湾街道，是中华人民共和国湖北省黃石市西塞山区下辖的一个乡镇级行政单位。

## 行政区划
黄思湾街道下辖以下地区：
新建社区、黄厂街社区、东屏巷社区、曹家湾社区、桃园村社区、田家墩社区、袁海湾社区和马家嘴社区。